# Fiestas de San Roque (Calatayud)
Las fiestas en honor a San Roque de Calatayud (Zaragoza) son los principales festejos de esta ciudad aragonesa y están declaradas Fiestas de Interés Turístico Regional, contando con una gran cantidad de visitantes, que en su mayoría son de la comarca de Calatayud, Teruel y Zaragoza.
Se desarrollan a mediados de agosto, generalmente del 13 al 16 pero los dos únicos días fijos en las fiestas son el 15 y el 16. El día anterior al chupinazo (Habitualmente el 13 de agosto) ya se respira el ambiente festivo con el vino de honor, día en el que se produce la presentación de las peñas, obsequiando a los asistentes con un vino y con la entrada libre a los actos.
Las fiestas cuentan con la colaboración económica del Ayuntamiento del municipio, si bien están organizadas íntegramente por la comisión interpeñas y las peñas.

## Historia
Las fiestas de San Roque tienen su origen en la década de los 50, con la fundación en 1958 de la Peña Euqor y en 1959
```
de la Peña Rouna. A partir de entonces, se han ido configurando los distintos actos y han ido apareciendo peñas nuevas, al tiempo que desaparecían algunas de las existentes (Peña Bilbilitana, Juventud, los Clotaldos o Jarana).
```

La duración de las fiestas también se ha visto modificada en el transcurso de los años. Durante varios años las fiestas comprendían 5 días más el día que se realiza el "vino de honor", y actualmente, esta duración se ha reducido un día. 
También han ido abriendo al público algunos actos, como por ejemplo la chocolatada, que en sus orígenes estaba pensada para los cofrades y que actualmente está abierta a todo el mundo. 
El reconocimiento como "Fiesta de Interés Regional", así como las labores de promoción impulsadas desde el consistorio y desde la Federación Interpeñas han popularizado estas fiestas que, en 2009, superaron los 5000 peñistas.

## Federación Interpeñas San Roque
La Federación Interpeñas San Roque es una institución sin ánimo de lucro fundada en 1980 y compuesta por las distintas peñas sanroqueras, que previamente estaban unidas bajo el nombre de Junta Central de Peña.
Su objetivo principal es organizar, promover y participar en las fiestas de San Roque, por ello, se encarga de que todos los actos que componen estas fiestas cumplan con las condiciones de higiene y seguridad establecidas, así como de planificar los actos taurinos. También es la encargada de designar al Peñista del Año, distinción que reconoce la trayectoria sanroquera de la persona designada o su labor por el desarrollo de las Fiestas.
Respecto a la financiación de la institución, ésta deriva de un porcentaje del abono que cada peñista paga a su peña y que es determinado por la Asamblea General.

## Concurso de Muñecos de Capea
El concurso de Muñecos de Capea es una de las tradiciones más arraigadas y características de las Fiestas de San Roque y consiste en la elaboración, con corcho o cartón, de figuras que son expuestas durante varios días y posteriormente situadas en el coso de Margarita el 16 de agosto para participar en una suelta de vaquillas. Entre los muñecos participantes se seleccionan los ganadores de cada una de las categorías (crítica diseño, etc.), que reciben distintos premios.

## Chapas
La chapa se creó en 1968 como acreditación del pago de los socios de las peñas debido a que hasta la fecha ese recibo era difícil de controlar y estaba expuesto fácilmente a falsificaciones. A esa acreditación, en el año 2000 se le añadió una pulsera igual para todos los peñistas.
Actualmente ya no tiene un uso funcional, sino que su incorporación es a modo de tradición. En este sentido, las peñas realizan un concurso para el diseño anual de su "chapa", y el ganador se cose en sus camisetas. Además, de esa tradición se mantiene la expresión "sacar la chapa", que se refiere al hecho de inscribirse como peñista cada año. 

## Vestimenta
En total, estas fiestas cuentan con 10 peñas, una de las cuales está compuesta en exclusiva por menores de 16 años. Para participar en los actos tradicionales, los peñistan cuentan de una indumentaria particular, compuesta de pantalón blanco y camisa del color característico de la peña, hecho que permite distinguir claramente a los integrantes de cada una de ellas. Estos colores son:  
- Peña Rouna: Negro con algunas rayas blancas y pañuelo blanco.
- Peña El Cachirulo: Rojo con dos rayas blancas y cachirulo.
- Peña Los que faltaban: Verde (Y algunas camisas llevan algunas rayas blancas) y pañuelo blanco.
- Peña Euqor: Azul y pañuelo blanco.
- Peña La Unión: Naranja y pañuelo blanco.
- Peña Solera: Rosa y pañuelo blanco.
- Peña Garnacha: Violeta y cachirulo morado.
- Peña La Bota: Amarillo con alguna raya negra y pañuelo blanco.
- Peña El desbarajuste: Blanca con dos rayas rojas.
- Peña Nogara: Blanco con azul y pañuelo azul marino

## Actos principales
Como se ha dicho previamente, estas fiestas están compuestas por un conjunto de actos tradicionales, de los cuales hay que destacar los siguientes:
- La novena: consiste en la realización de una romería a la ermita de San Roque a finales de julio o principios de agosto. En ese periodo se abre la ermita durante nueve días y se toca la campana y se cantan los gozos dedicados al santo que da nombre a la misma.[6]
- Concurso de Recortadores: Uno de los mejores celebrados en España. Por lo general se organiza el fin de semana anterior al inicio de las fiestas.[7]
- Chupinazo: Se produce en la plaza de España (Habitualmente el día 13) y es lanzado cada año por el peñista del año.[8]
- Conciertos: Cada una de las nueve peñas tiene sus actos variando desde Rock, DJ's, verbenas u orquestas.
- Charangas: Cada peña tiene una charanga, que realiza un recorrido concreto y a la que se puede sumar cualquiera.
- Toros: tienen lugar todas las tardes en el coso de Margarita a excepción del día del chupinazo y el día de San Roque.[7]
- Vaquillas: Todas las mañanas de las fiestas y la tarde del día de San Roque (día 16), también en la plaza de toros.
- Romería a la ermita de San Roque: Se produce la madrugada del 15 al 16 y al amanecer se toma el tradicional chocolate en la era de San Roque, proporcionado por la Cofradía de San Roque.[9]
- Pedida de vaquillas: este acto se realiza el 16 de agosto por la mañana en la plaza de España, anteriormente se cantaba una canción pero esta parte del acto se ha perdido.[10]
- Traca final: este es con el que finalizan las fiestas de San Roque. Se realiza en la plaza de España, donde los peñistas entonan el "pobre de mí".[11]

## Reconocimientos
- El 6 de octubre de 1994, Jesús Muro Navarro, Consejero de Industria, Comercio y Turismo del Gobierno de Aragón declaró la fiesta de San Roque de Calatayud como fiesta de interés turístico de Aragón.[12]
- En 2011, el Ayuntamiento de la localidad y la federación de interpeñas iniciaron la elaboración de estudios e informes que respalden la candidatura de la fiesta de San Roque como Fiesta de Interés Turístico Nacional.[13][14]